# 올리비아 오브라이언
올리비아 오브라이언(Olivia O'Brien, 1999년 11월 26일 ~ )은 미국의 싱어송라이터이다. 내시의 곡 "I hate u, I love u"를 피처링해서 이름을 알렸다.